# St-Pierre (Blaignan)

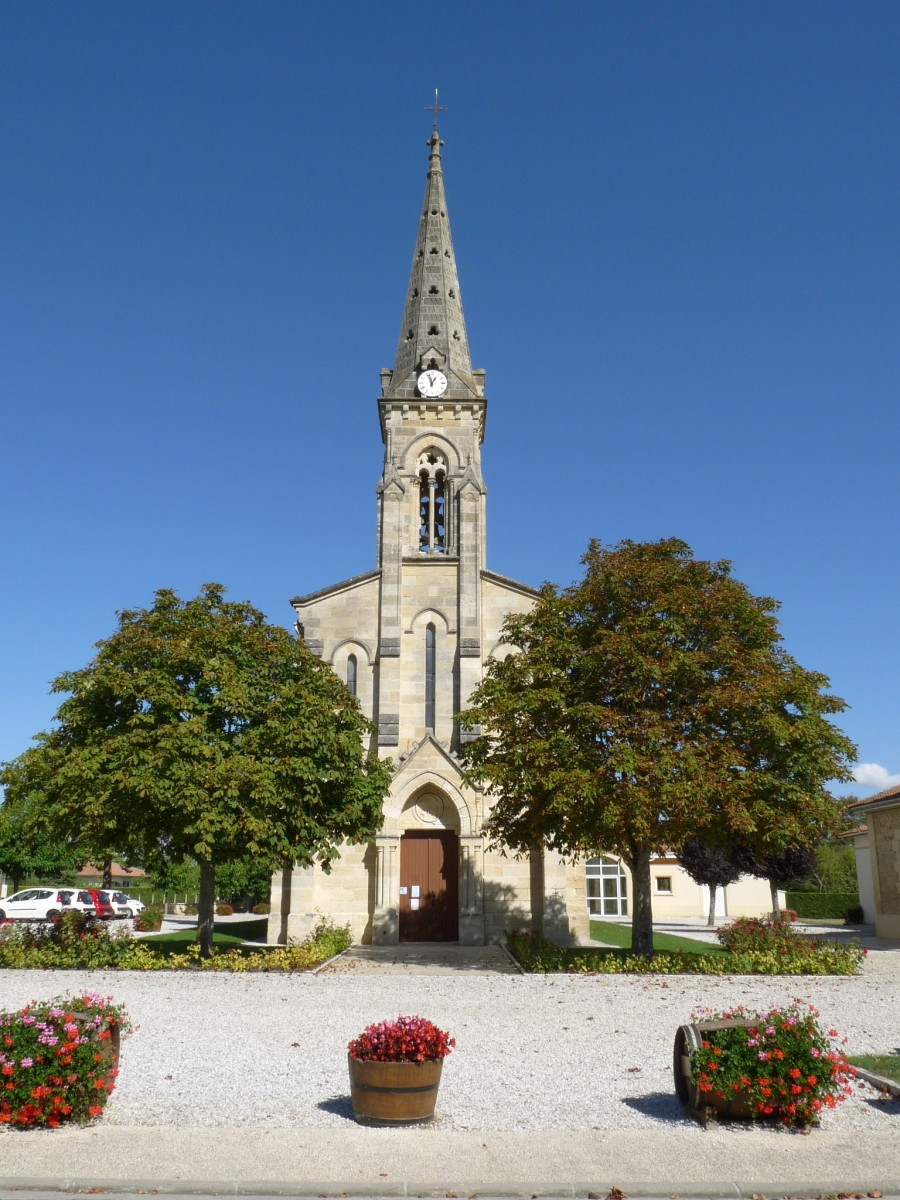
Kirche St-Pierre in Blaignan

Die katholische Pfarrkirche St-Pierre in Blaignan, einem Ortsteil der französischen Gemeinde Blaignan-Prignac im Département Gironde in der Region Nouvelle-Aquitaine, wurde 1870 errichtet. 
Die zu Ehren des Apostels Petrus geweihte Kirche besitzt einen Glockenturm auf rechteckigem Grundriss, der mit einer polygonalen Spitze abschließt.